# 皇冠無鬚魮
皇冠無鬚魮（学名：Puntius everetti）為輻鰭魚綱鯉形目鯉科的其中一個種。

## 分布
本魚分布於印尼的婆羅洲及蘇門答臘的溪流中。

## 特徵
本魚魚體的底色是金棕紅色，漸至腹部呈銀白色。側面有幾塊間距均勻的黑白斑塊，雌魚體側高。體長可達15公分。

## 生態
本魚棲息在清澈、流速快的溪流中，屬雜食性，以植物、甲殼類及蠕蟲等為食。

## 經濟利用
為觀賞魚，容易長在有植物茂密的大魚缸中繁殖。